# رژ لب (فیلم ۱۹۶۰)
رژ لب (ایتالیایی: Il rossetto;
انگلیسی: Lipstick) فیلمی به کارگردانی دامیانو دامیانی است که در سال ۱۹۶۰ منتشر شد. از بازیگران آن می‌توان به پیترو جرمی، جورجا مول، بلا داروی، نینو مارکتی و پیر بریس اشاره کرد.